# イーグルクロー作戦
イーグルクロー作戦（イーグルクローさくせん、英: Operation Eagle Claw）は、1979年11月に発生したイランアメリカ大使館人質事件で人質となった大使館員及びその家族ら53名を救出する目的で、1980年4月24日から4月25日に行われたテヘラン駐アメリカ大使館人質救出作戦の通称である。
アメリカ軍4軍を総動員させて臨み、デルタフォースを初めて投入した有名な作戦であるが、ヘリコプターのトラブルにより失敗している。

## 概要
1979年、イランにおいてルーホッラー・ホメイニーを指導者とするイスラム教十二イマーム派（シーア派）の法学者を支柱とする反体制勢力が、親米であったパフラヴィー朝に代わって政権を奪取した。11月4日にはモハンマド・レザー・パフラヴィー前国王が癌を理由に渡米したことに激怒した革命軍の学生メンバーがテヘランにあるアメリカ大使館を襲撃し占拠する事件が発生、大使館員とその家族ら53人が人質となる事態となった。
当初は小規模の救出作戦を計画していたが、アメリカ合衆国大統領ジミー・カーターは陸軍・海軍・空軍・海兵隊のアメリカ軍4軍を総動員させる作戦を立案させ、翌年4月11日にその作戦を承認した（この総動員が失敗の原因であるという見方も存在する）。

### 作戦計画
計画段階では「ライスボール作戦」と呼ばれていたこの作戦は、1980年4月24日から25日にかけて、アメリカ海軍の掃海ヘリである8機のRH-53D シースタリオンとアメリカ空軍の輸送機である6機のC-130 （EC-130/MC-130が3機ずつ）、2機のC-141などの航空機を用い、デルタフォースを主体とする特殊作戦部隊により大使館から人質を救出するというものであった。作戦開始前日の23日になって、この作戦の実行段階は「イーグルクロー作戦」と改名された。
具体的には、次のように計画されていた。
1. オマーンのマシーラ島でデルタフォースを分乗させ離陸したC-130と、ペルシャ湾に展開している空母ニミッツから発艦したRH-53Dがタバス近郊に設定された着陸地点・通称「デザート・ワン」で合流。RH-53Dへ燃料を補給すると同時にデルタフォースを移乗させる。
2. RH-53Dは、テヘラン近郊の着陸地点・通称「デザート・ツー」でデルタフォースを展開。機体を隠蔽した後、占拠された大使館を急襲、人質を救出する。この時、空軍のAC-130と空母ニミッツおよびコーラル・シーから発艦した艦載機が航空支援を実施する。
3. 救出した人質とデルタフォースを郊外のサッカー場で（状況が許せば大使館から直接）RH-53Dに乗せ、仮設滑走路が設置されていたマンザリヤ空軍基地（Manzariyeh Air Base）・通称「デザート・スリー」へ向かい、そこでC-141に移乗してイラン国外へ脱出しマシーラ島へ帰還する。

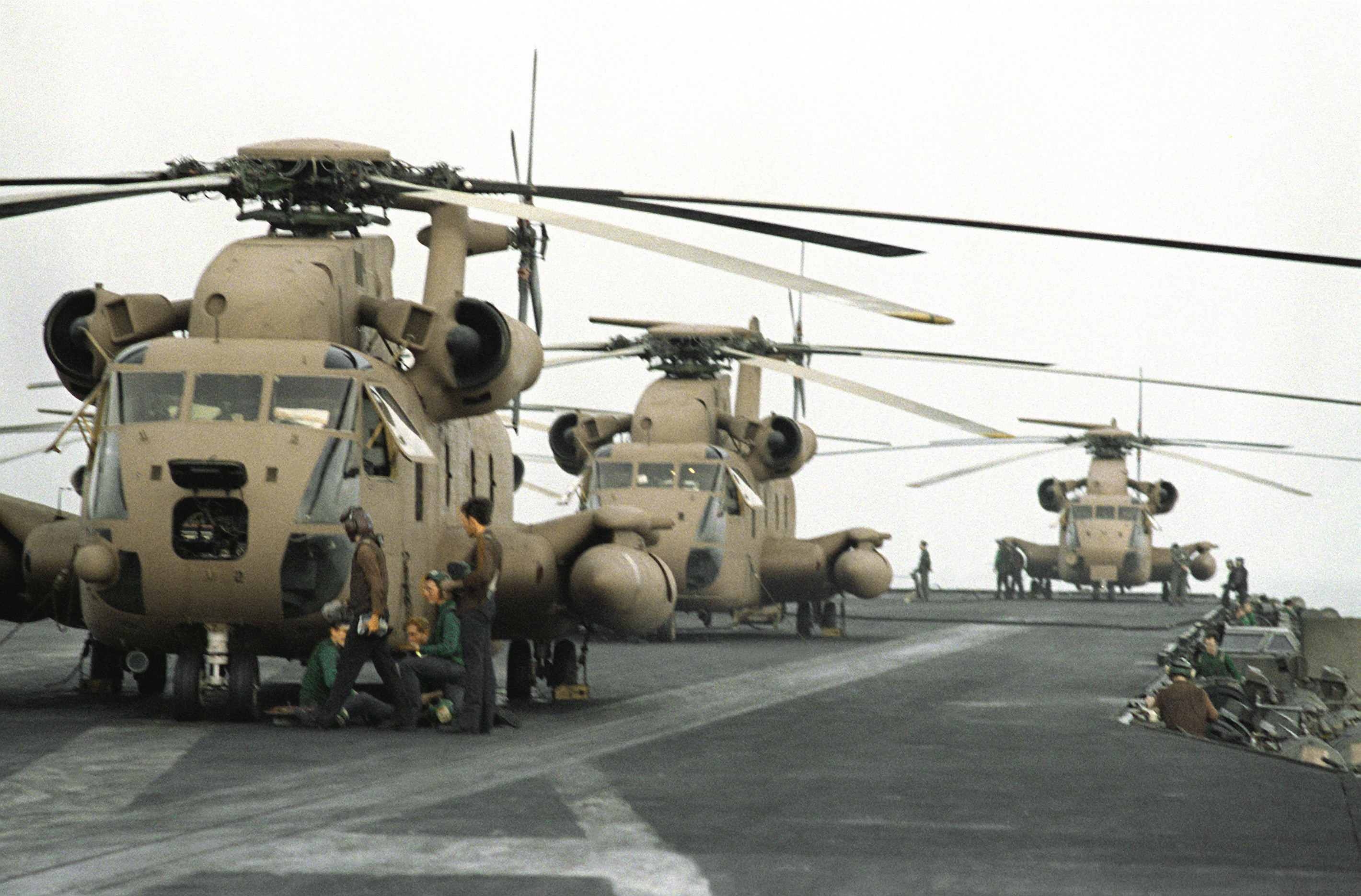
作戦参加のため砂色に塗装されたRH-53D
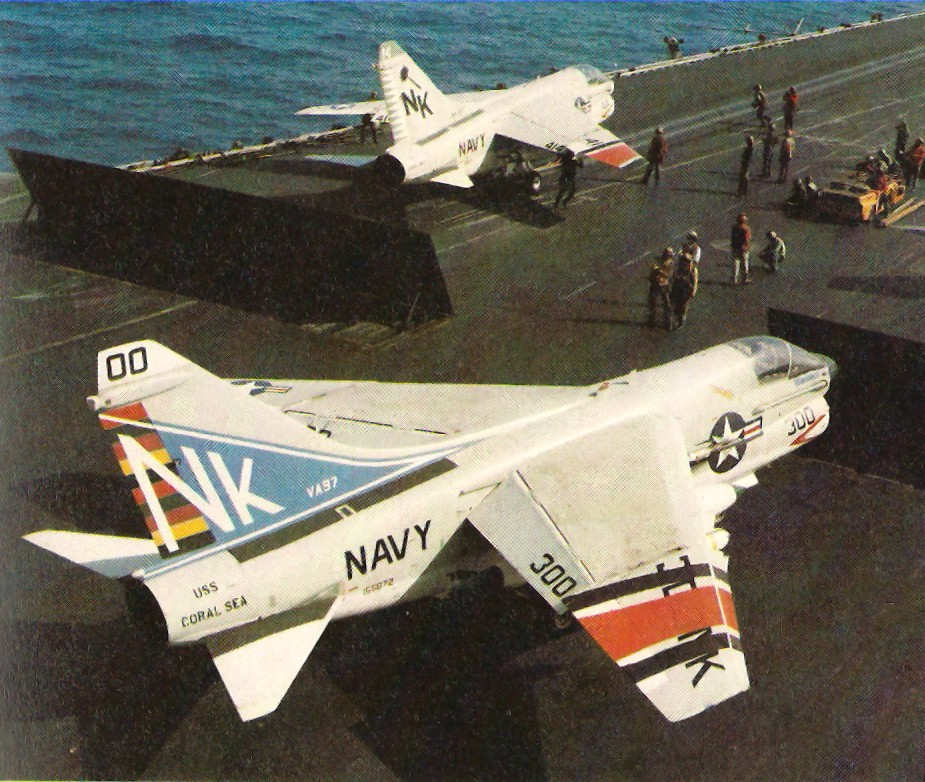
作戦参加のため主翼に識別塗装が施された空母コーラル・シー所属のA-7E

### 作戦の経過

デザート・ワンでの各機体の配置

デルタフォースの隊員を搭乗させたC-130は4月24日18時にマシーラ島を離陸、22時にデザート・ワンへ到着しRH-53Dの到着を待った。15分後、展開していた道路監視チームがデザート・ワン近郊を走っていた1台の民間バスを発見し、停車させて乗客を一時的に拘束した。さらに同じ路上で燃料輸送トラックに遭遇し、停車させようとしたが運転手が無視したため対戦車ミサイルで破壊した。この運転手は後続車両に乗って逃走した。
一方RH-53Dは19時30分にニミッツから発艦していたが、飛行中ハブーブ（砂嵐）に巻き込まれ、5番機が冷却システムの故障でニミッツへ引き返し、6番機がメインローターの故障で緊急着陸、搭乗員を8番機へ移乗させた後放棄されていた。デザート・ワンへ到着したのは予定より1時間遅れの翌日0時30分頃であった。さらに到着したRH-53Dのうち2番機が油圧トラブルで飛行できなくなり、作戦に必要な最低機数を割ってしまったためやむなく作戦を中止せざるを得なくなってしまった。
撤収準備に掛かっていた2時40分頃、低空でホバリングしながら移動中だったRH-53D 3番機が強風に煽られ近くに駐機していたEC-130に激突し炎上。これによって8名の死者と4名の負傷者を出し、大部分が損壊したRH-53Dは全機放棄され、搭乗員とデルタフォースは残ったC-130に分乗して撤退するという最悪の幕引きとなった。

### ヘリコプターの選択ミス

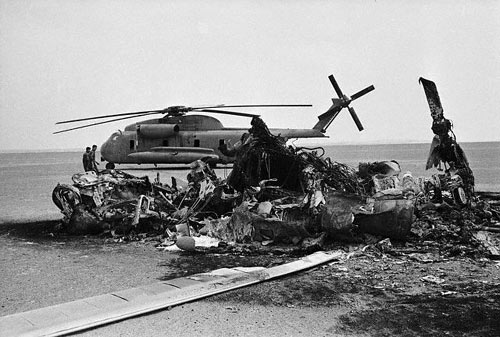
事故を起こしたRH-53Dの残骸
奥に見えるのは放棄された機体

ここで問題となったのが、この作戦失敗の原因となったRH-53Dである。当初は全天候型であるHH-53Hを使用する筈であったが、空母への収容能力等で海軍が難色を示したため（機体格納用の折り畳み機能等を有していないため）、RH-53Dが使用された。ただしこのRH-53Dは掃海機であるため砂漠地帯での飛行には向いておらず、結果として途中でニミッツへ引き返した1機を残して全機損失または放棄することになってしまった。
さらに搭乗員は撤収する際、命令に反して機体を徹底的に破壊しなかったため、放棄された6機はイラン海軍に接収され（イラン海軍もRH-53Dを使用しており、部品取りに使ったと見られる）、同時に暗号書やイラン国内のアメリカ諜報組織の詳細を含む大量の機密情報がイラン側に流出してしまった。

## 第二の救出作戦

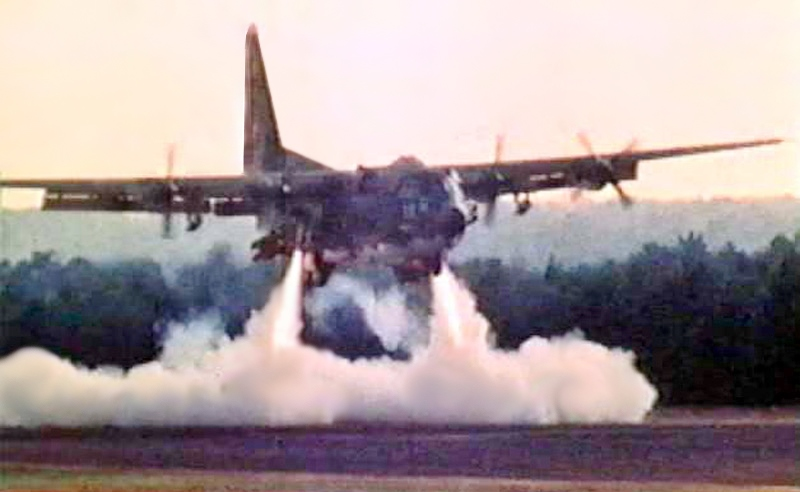
クレディブル・スポーツ作戦のために試作されたYMC-130H

このイーグルクロー作戦の失敗を受けて計画されたクレディブル・スポーツ作戦は、離陸用・逆噴射用といった多数のロケットエンジンを装着してJATOでの離着陸を可能としたYMC-130Hを使用してサッカースタジアムに着陸しデルタフォースを展開、人質を救出する計画であった。この作戦は、テスト着陸中に事故が発生したため中止された。
そしてこの作戦の裏では、当作戦の調査委員会により航空戦力の欠如が指摘されたため、特殊作戦航空能力開発のための特別作戦である「ハニー・バジャー（ミツアナグマ）作戦（Operation Honey Badger）」が開始されることとなった。この計画では、第101空挺師団の3個飛行大隊を中心に当時新鋭機だったUH-60 ブラックホークなどを用いて、特殊作戦用ヘリコプターの開発およびイラン大使館の人質の再奪還を目標としていたが、後述の通り解放されたため、出動せずに終わった。

## 余波
この作戦の失敗は大きかった。作戦が発覚したことでイラン側が激怒して態度を更に硬化させただけでなく、作戦から5日後の4月30日にイギリスで発生した駐英イラン大使館占拠事件が特殊部隊SASによる6日間の攻防の末に解決するなどしたことでアメリカの面子は失われた。民主党のカーターの支持率は下落し、1980年アメリカ合衆国大統領選挙で勝利した共和党のロナルド・レーガンに大統領の座を譲った。
その後アメリカ軍はこれを教訓として、アメリカ特殊作戦軍設立・育成を筆頭として、陸軍はハニー・バジャー作戦から発展した通称「ナイトストーカーズ」と呼ばれる第160特殊作戦航空連隊を、海軍はNavy SEALsから分割させたSEAL TEAM6（現DEVGRU）を設立している。また、イーグルクロー作戦が失敗し、アメリカの威信が地に落ちた手痛い経験は、V-22 (航空機) オスプレイの開発のきっかけとなり、さらには在日米軍基地へのV-22配備にこだわっている遠因ではないかとも指摘されている。
さらに、イラン側が引き渡しを要求していたモハンマド・レザー・パフラヴィー当人が死去したことにより占拠の理由が薄れ、対イランの資金凍結も解除したことから駐イランアメリカ大使館占拠事件で人質となった大使館員とその家族は、占拠から444日後の1981年1月20日に解放された（この日はカーターがレーガンにホワイトハウスを譲る日だった）。